# Шабельский, Михаил Александрович
Михаил Александрович Шабельский (17 октября 1848, Бахмутский уезд — 30 июня 1909, Ялта) — российский шахматист. Победитель первого всероссийского турнира по переписке (1882—1885) (неофициальный чемпион России по переписке), инициатор создания «Харьковского общества любителей шахматной игры» (1882), первый чемпион Харькова по шахматам (1882).

## Биография
Детские годы Михаила Шабельского прошли в родовом имении Ступки Бахмутского уезда Екатеринославской губернии. Известной личностью была сестра Михаила Александровича — Елизавета (в замужестве Шабельская-Борк) (1855—1917).
В 1866 году окончил Таганрогскую гимназию и поступил на медицинский факультет Харьковского университета. По окончании университета работал врачом в Военно-медицинском управлении. В 1888 году переехал из Харькова в Киев, а в 1896 году — в Санкт-Петербург. Закончил карьеру Михаил Александрович в 1907 году инспектором при Министерстве финансов, имея чин действительного статского советника.
Был первым чемпионом Харькова по шахматам, проявил себя как шахматный организатор, был инициатором создания «Харьковского общества любителей шахматной игры» (1882).
Считается первым неофициальным чемпионом России в игре по переписке (турнир 1882—1885 гг.).
Живя в Петербурге, играл в ряде столичных турниров. В частности, в сильном по составу турнире 1900 года он занял седьмое место, набрав 8 очков из 18 возможных. Был другом и сотрудником М. И. Чигорина.
Принимал активное участие в шахматных изданиях. Шабельский — автор многих статей по вопросам истории, теории и методики шахматной игры. Свои взгляды на игру по переписке он изложил в статье, опубликованной в петербургском «Шахматном журнале» (1902): «Партии по переписке и между не первоклассными игроками могут дать для теории весьма много, если они организуются правильно, с определённо поставленными задачами исследования того или иного вопроса… Они могут в этой области дать партии, не уступающие по глубине и красоте замысла и исполнения произведениям шахматистов первоклассных».
Партии М. И. Шабельского неоднократно анализировались в шахматной литературе.

## Семья
Жена — Анна Александровна. Их сын Мстислав (1883—1916), поручик, георгиевский кавалер.